# 鉄骨鉄筋コンクリート構造
鉄骨鉄筋コンクリート構造（てっこつてっきんコンクリートこうぞう）は、鉄筋コンクリート（Reinforced Concrete） の芯部に鉄骨を内蔵した建築の構造もしくは工法。英語の"steel reinforced concrete"の頭文字からSRC構造またはSRC造と略称される。SRCの名称は日本で広く認知され、世界では concrete encased steel beam/column（コンクリート被覆型鋼梁/柱）と称する。

## 概要
鉄骨で柱や梁等の骨組を組み、その周りに鉄筋を配筋してコンクリートを打ち込む。鉄筋コンクリート構造（RC構造）と鉄骨構造（S構造）の長所を兼ね備えているが、その分、コストは割高である。鉄筋コンクリート構造に比べて耐震性等に優れ、柱や梁の断面も小さくできるため、主として高層建築物に用いられる。

## 特徴
- 多量な鋼材を配置し、RC構造に比べて柱や梁の断面寸法が小さくなる。
- 鋼材がコンクリートに被覆され、鋼構造に比べて座屈耐力（座屈を参照）および耐火性が向上する。
- RC構造や鋼構造（鉄骨構造を参照）に比べて耐力および変形性能が大きく、耐震性能に優れる。
- 施工が煩雑で工期が長く、RC構造や鋼構造に比べて費用が増加する。